# Lophophanes dichrous
Lophophanes dichrous е вид птица от семейство Синигерови (Paridae).

## Разпространение и местообитание
Видът е разпространен в подножието на Хималаите и в южните части на централен Китай. Естествените му местообитания са умерените, субтропичните и тропически влажни планински гори.